# Chotjaniwka
Chotjaniwka (ukrainisch Хотянівка; russisch Хотяновка Chotjanowka) ist ein Dorf nordöstlich der ukrainischen Hauptstadt Kiew mit etwa 1000 Einwohnern (2006).

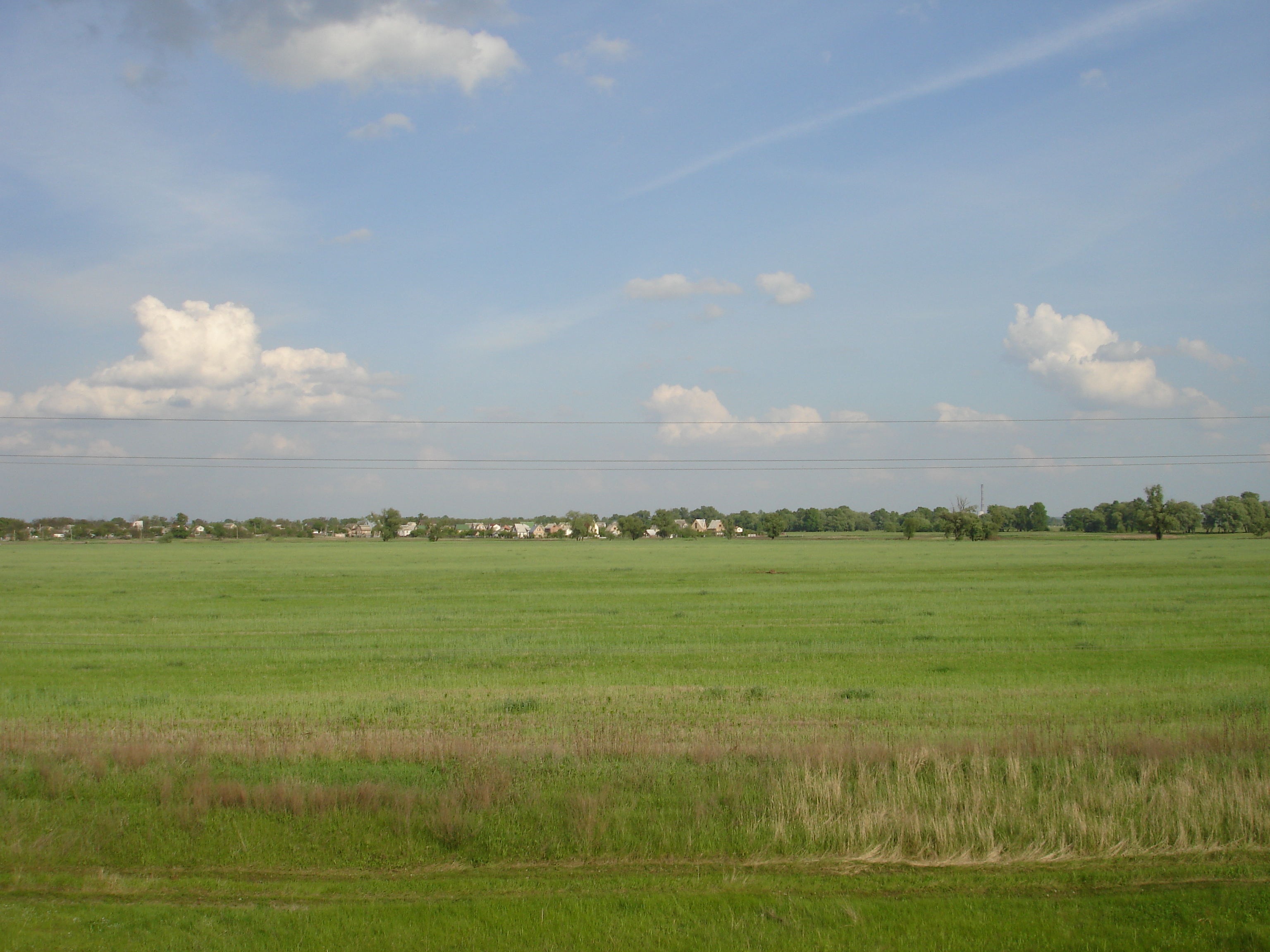
Blick auf das Dorf

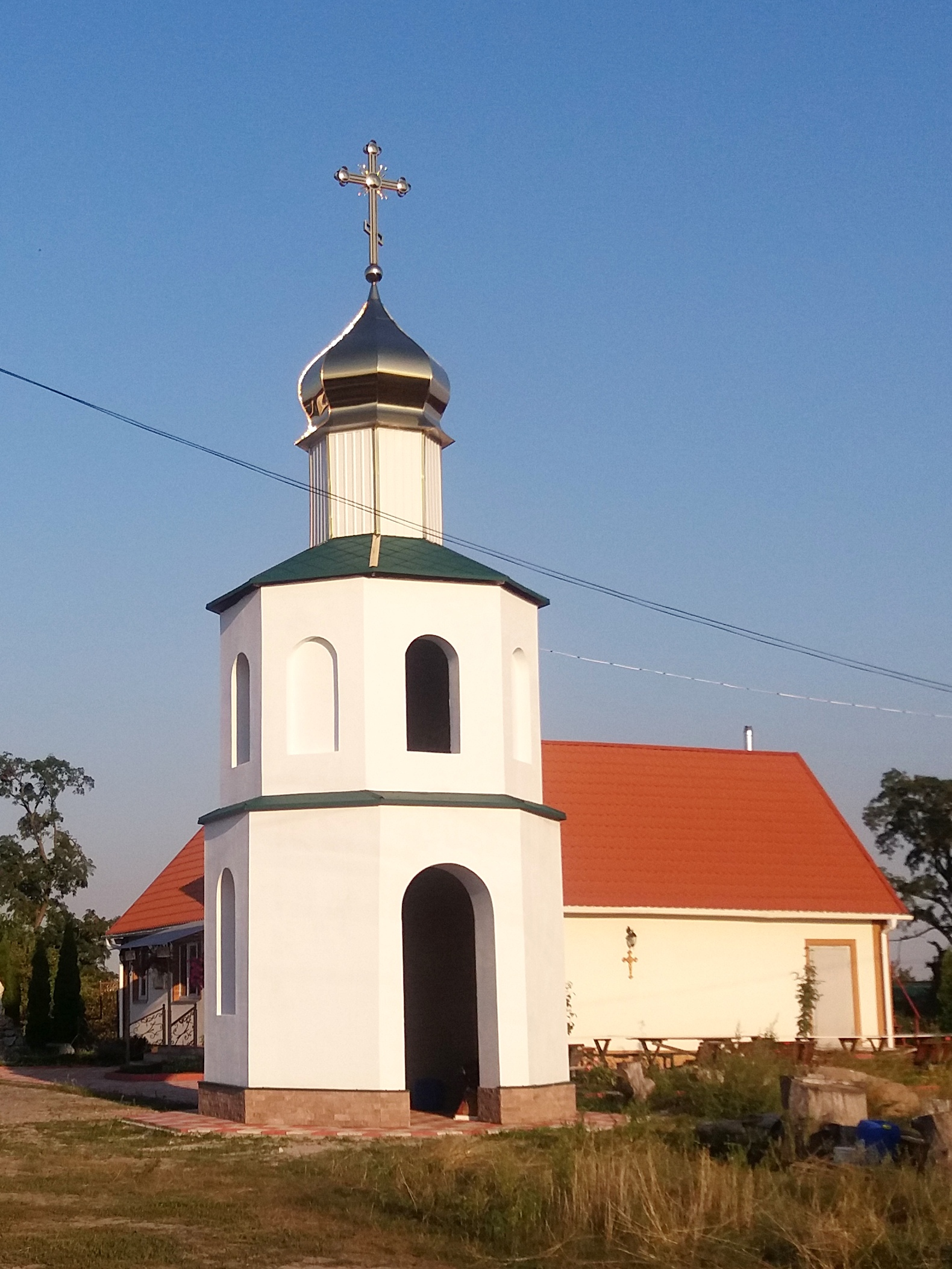
Kirche im Ort

Das 1919 gegründete Dorf liegt im Rajon Wyschhorod bei der Mündung der Desna in den Dnepr 28 km nordöstlich des Stadtzentrums von Kiew und 29 km nordwestlich von Browary. Durch die Gemeinde verläuft die Regionalstraße P–69.
Am 12. Juni 2020 wurde das Dorf ein Teil der neugegründeten Stadtgemeinde Wyschhorod, bis dahin bildete es zusammen mit dem Dorf Osseschtschyna (Осещина) die gleichnamige Landratsgemeinde Chotjaniwka (Хотянівська сільська рада/Chotjaniwska silska rada) im Süden des Rajons Wyschhorod.